# نيل يونغ
نيل بيرسيفال يونغ  (بالإنجليزية: Neil Young) (ولد في 12 نوفمبر 1945) هو موسيقي وملحن كندي، يعتبر واحدا من أكثر الموسيقيين تأثيرا في جيله. كان والده صحفيا رياضيا معروفا. وعانى الطفل نيل في صغره من أمراض شديدة مثل السكري وقد ساءت صحته لدرجة إصابة جانبه الأيسر بشلل بسيط ما زال يؤثر على مشيته. بدأ يونغ أداءه كفنان منفرد في كندا في 1960، قبل أن ينتقل إلى ولاية كاليفورنيا في عام 1966، حيث شارك في تأسيس فرقة بوفالو سبرينغفيلد جنبا إلى جنب مع ستيفن ستايلس، وانضم معهم في وقت لاحق كروسبي، وناش كعضو رابع في عام 1969. أول ألبوم له أطلق سنة 1968.

## وصلات خارجية
- نيل يونغ على موقع IMDb (الإنجليزية)
- نيل يونغ على موقع الموسوعة البريطانية (الإنجليزية)
- نيل يونغ على موقع روتن توميتوز (الإنجليزية)
- نيل يونغ على موقع ألو سيني (الفرنسية)
- نيل يونغ على موقع ميوزك برينز (الإنجليزية)
- نيل يونغ على موقع رولينغ ستون (الإنجليزية)
- نيل يونغ على موقع أول موفي (الإنجليزية)
- نيل يونغ على موقع قاعدة بيانات برودواي على الإنترنت (الإنجليزية)
- نيل يونغ على موقع قاعدة بيانات الأفلام السويدية (السويدية)
- نيل يونغ على موقع إن إن دي بي (الإنجليزية)
- الموقع الرسمي لنيل يونغ
- الموقع الرسمي ل، ناش كروسبي، ناش اند يونغ